# Theatrum chemicum
Vous lisez un « bon article » labellisé en 2010.

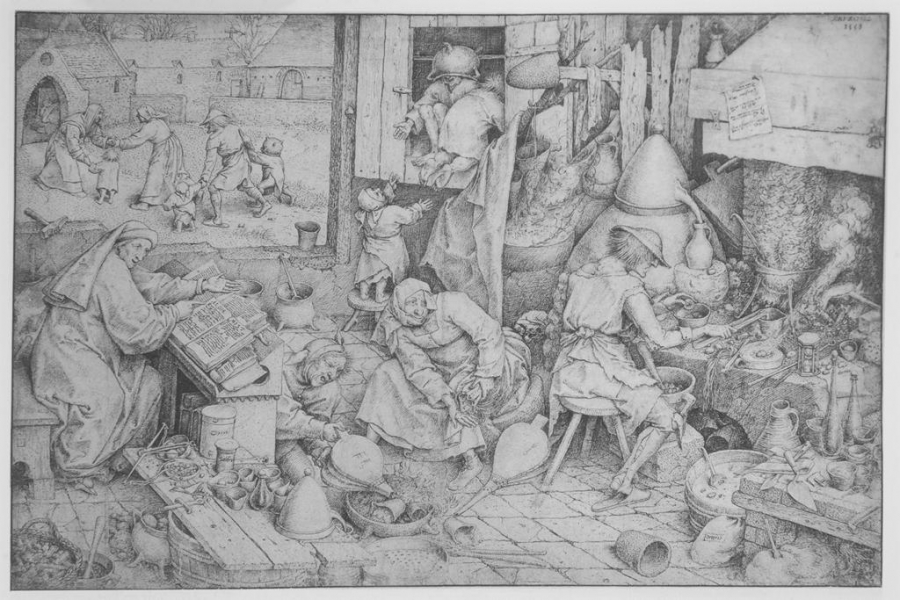
L'alchimiste - 1558 - dessin de Pieter Brueghel l'Ancien, Kupferstichkabinett, Berlin

Le Theatrum chemicum (« Théâtre chimique »), est le plus important et le plus célèbre recueil de traités alchimiques de la Renaissance. Écrit en latin, la langue savante européenne de l'époque, et publié pour la première fois en trois volumes en 1602 par l'éditeur et imprimeur strasbourgeois Lazare Zetzner, il atteint six volumes et rassemble plus de deux cents traités dans la dernière édition de 1659-1661.

## Histoire

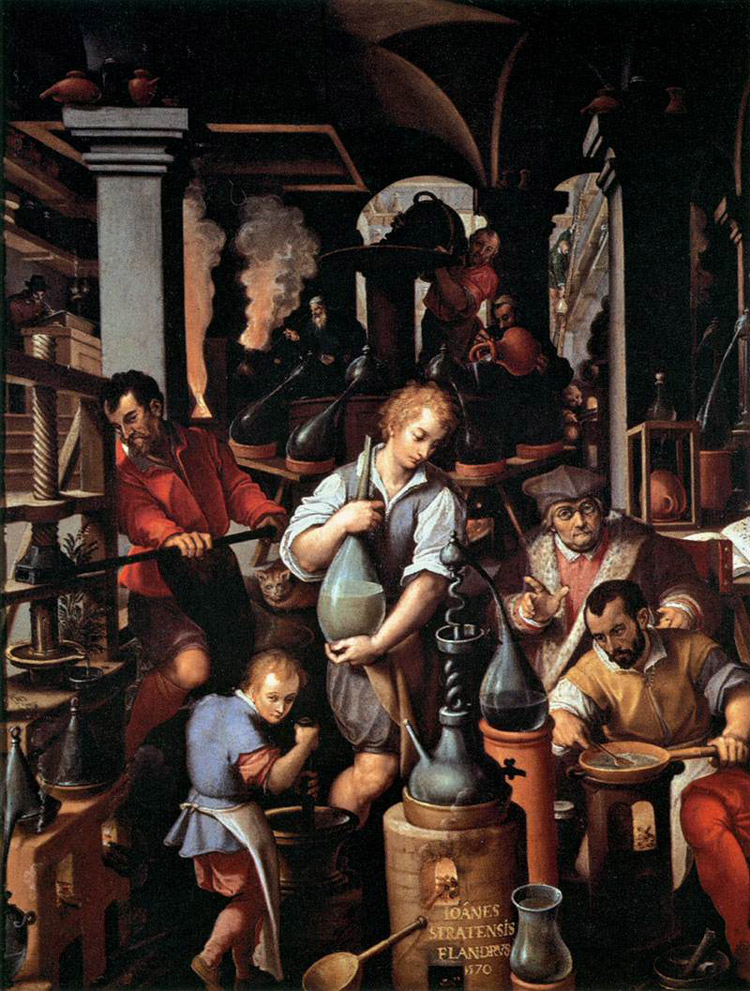
Jan van der Straet - Le laboratoire de l'alchimiste (1551)

Le Theatrum chemicum est l'aboutissement d'un projet éditorial qui s'étala sur toute la seconde moitié du XVIIe siècle, période du « renouveau paracelsien », pendant laquelle eut lieu une très importante activité de publications de traités et de recueils alchimiques. Car si Paracelse lui-même, mort en 1541, rejetait la transmutation des métaux et ne s'intéressait qu'à l'aspect médicinal des préparations alchimiques (terme qui resta synonyme de chimiques jusqu'au début du XVIIIe siècle), ses disciples eurent tôt fait de le réintégrer dans les adeptes de la recherche du Grand Œuvre.
En 1541, Johann Petreius publia à Nuremberg un recueil de dix traités, De Alchemia (De l'Alchimie), édité par un certain Chrysogonus Polydorus, probable pseudonyme du théologien luthérien Andreas Osiander. Dans une postface, Petreius liste une trentaine d'autres traités qu'il souhaite éditer et fait appel aux alchimistes pour lui envoyer les manuscrits, leur promettant en échange les ouvrages imprimés. À sa mort en 1550, la collection rassemblée par Petreius (par ailleurs éditeur en 1543 du De revolutionibus orbium coelestium de Nicolas Copernic) passa probablement à son parent, Heinrich Petri qui publia à Bâle en 1561 et en collaboration avec Pietro Perna, un ensemble de 53 textes sous le titre Verae alchemiae artisque metallicae, citra aenigmata, doctrina. Ce recueil, édité par l'Italien Guglielmo Gratarolo (1516-1568), contient notamment un dialogue anonyme sur l'alchimie transmutatoire, mettant en scène Paracelse : le Chrysorrhoas sive De arte Chymica. Perna publia en 1572 une nouvelle série de sept volumes contenant plus de 80 traités médiévaux : l’Artis auriferae, quam chemiam vocant, contenant notamment la première édition de la célèbre Turba philosophorum. Perna, avec son gendre Konrad Waldkirch, prévoyait un recueil encore plus étendu, mais le projet passa finalement au strasbourgeois Lazare Zetzner, qui publia les trois premiers volumes du Theatrum Chemicum en 1602.

## Lazare Zetzner

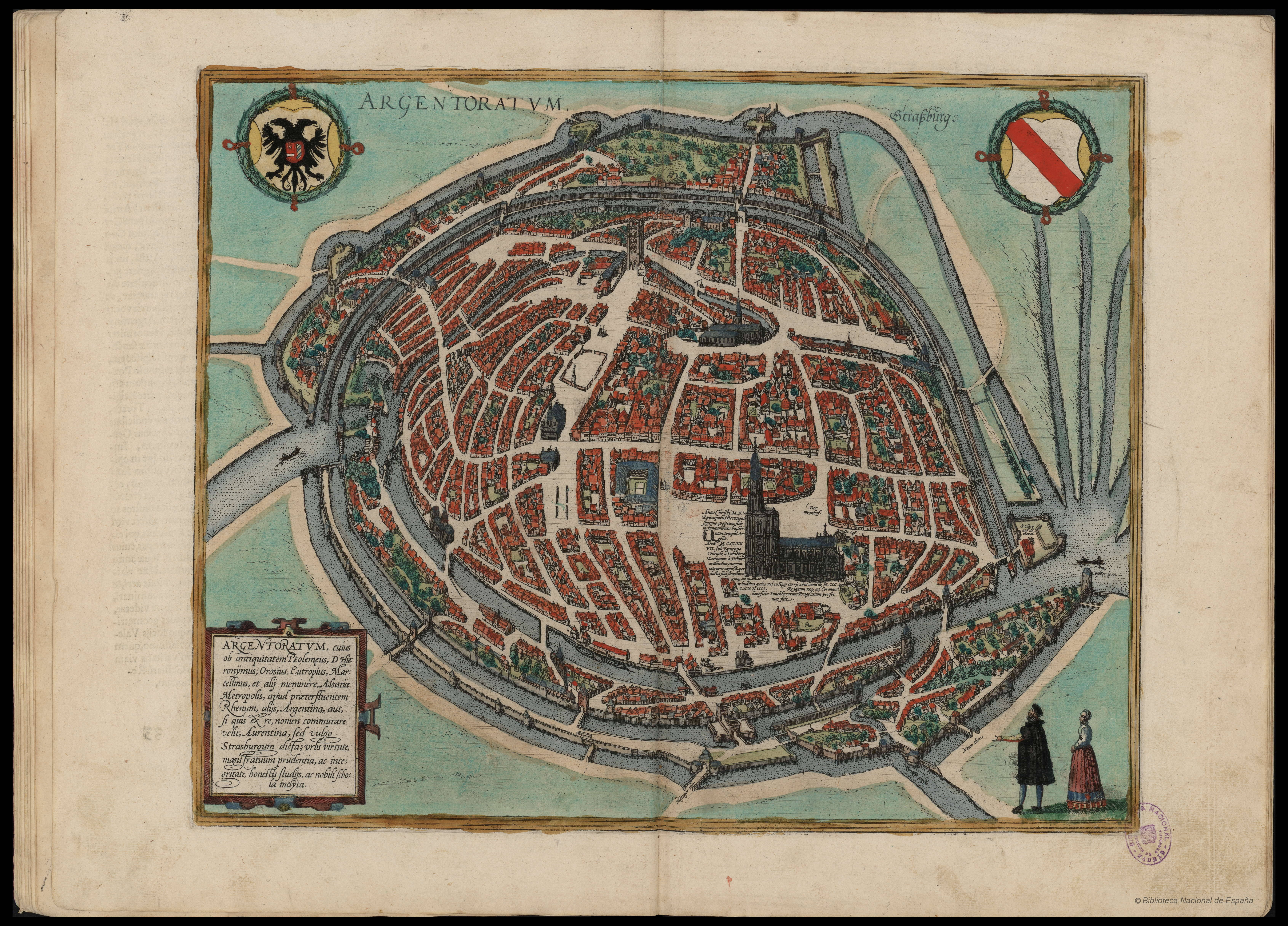
Plan de Strasbourg (Argentoratum) en 1572. Au tournant du et du, ville libre impériale, Strasbourg où le pouvoir est partagé entre catholiques et protestants, est un centre important de l'humanisme et de l'imprimerie.

Lazare Zetzner fut éditeur et imprimeur (on disait bibliopole) à Strasbourg de 1582 à sa mort en 1616. Il publia, souvent en collaboration avec l'université de Strasbourg, des ouvrages d'histoire, de droit, de philosophie et de médecine, d'auteurs antiques aussi bien que d'humanistes contemporains. On lui doit notamment un important recueil des œuvres philosophiques de Raymond Lulle, les Raymundi Lullii Opera (1598), qui ne contient pas les traités alchimiques pseudo-lulliens.
Il publia également une réédition des œuvres complètes de Paracelse, ainsi que divers traités alchimiques paracelsiens. Dans le cadre d'une stratégie éditoriale qui ne craignait pas les contradictions, lui faisant publier à la fois Paracelse et des traités de médecine galénique à laquelle ce dernier s'opposait vigoureusement, il publia en 1603 (juste un an après le Theatrum chemicum), le violent pamphlet contre l'alchimie transmutatoire du médecin lorrain et alchimiste repenti Nicolas Guibert. Il fut également, avec ses héritiers, l'imprimeur de Johann Valentin Andreae, le principal instigateur de l'affaire des Rose-Croix, et notamment des Noces Chymiques de Christian Rosenkreutz, parues anonymement en 1616.

## Éditions duTheatrum Chemicum

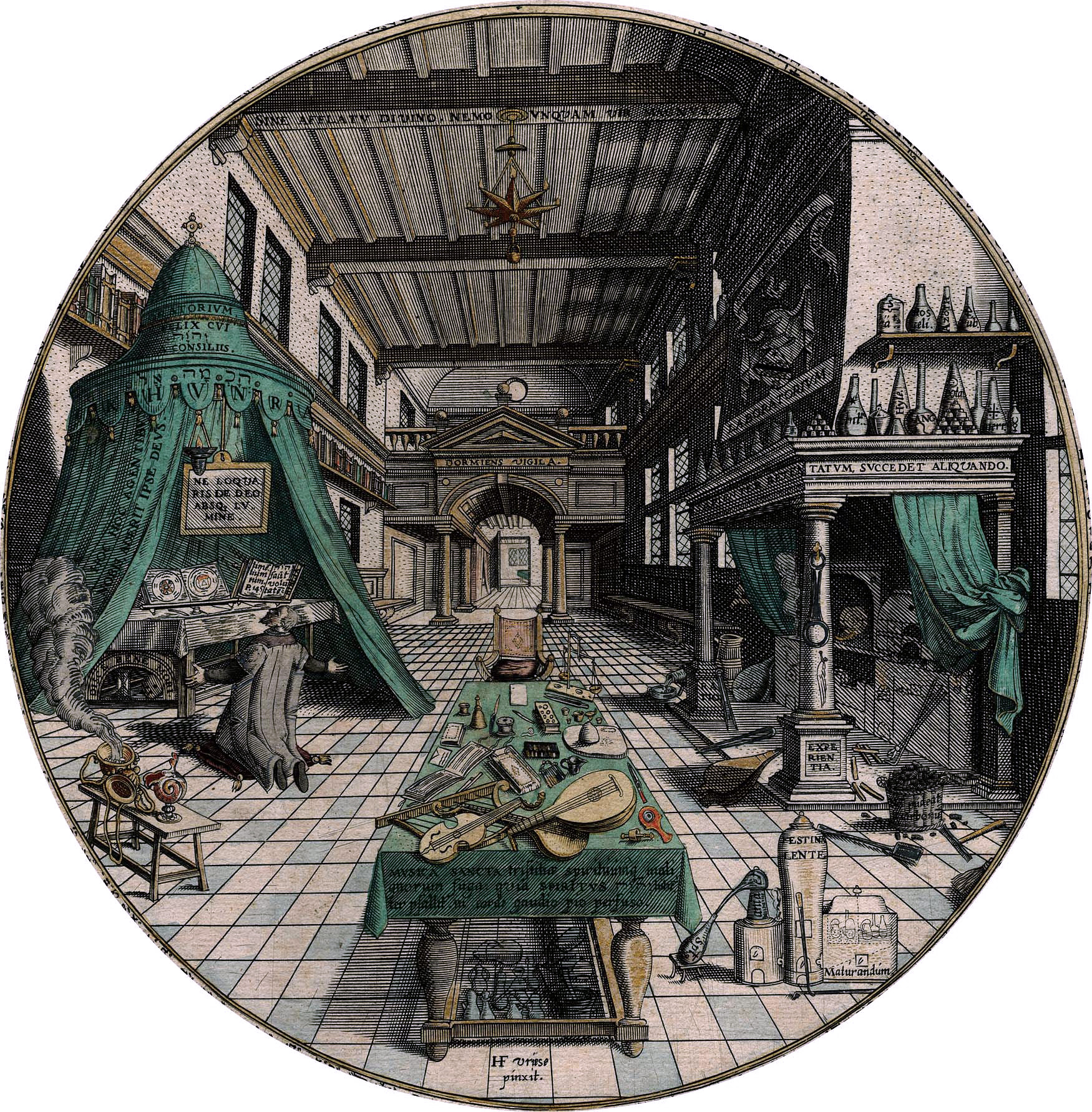
Le laboratoire de l'alchimiste -gravure de Hans Vredeman de Vries dans l’Amphitheatrum sapientiæ æternæ (1595) de Heinrich Khunrath

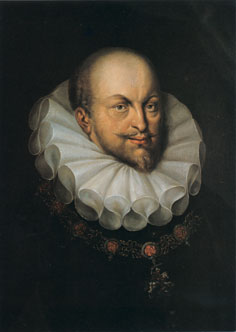
Frédéric Ier, duc de Wurtemberg et comte de Montbéliard, un des principaux mécènes princiers de l'alchimie de l'époque

La métaphore du Theatrum mundi (le « Théâtre du monde ») était à la mode à la fin du XVIe, inspirant le titre de nombreux ouvrages sur des sujets divers, dont le célèbre Theatrum vitæ humanæ (1565) du médecin suisse Theodor Zwinger. Elle se retrouve également dans la littérature alchimique, notamment dans l’Amphitheatrum sapientiæ æternæ (1595) de Heinrich Khunrath. Zetzner la reprit, expliquant dans sa dédicace qu'il proposait « un choix des meilleurs textes relatifs à cet art [...] comme dans un somptueux théâtre pour le plaisir des doctes spectateurs ». Témoin du succès de l'ouvrage, le titre fut repris par d'autres recueils alchimiques, le Theatrum Chemicum Britannicum (1652) d'Elias Ashmole, et le Deutsches Theatrum Chemicum (1728-1732) de Friedrich Roth-Scholtz, ainsi que pour des sujets similaires comme le Theatrum Sympatheticum (1660) sur l'onguent armaire et la poudre de sympathie.
Le Theatrum Chemicum est dédié à Frédéric Ier, duc de Wurtemberg et comte de Montbéliard, féru d'alchimie, qui possédait au vieux château de Stuttgart un laboratoire et une importante bibliothèque, et qui fit torturer et exécuter plusieurs des alchimistes venus y travailler pour lui. L'objet de l'ouvrage est de rassembler les principaux traités alchimiques, afin de permettre aux « philosophes chimiques » de les étudier, de les comparer, de les trier et d'en extraire la vraie doctrine.

### Première édition de 1602
La première édition de 1602 comptait trois volumes in-octavo et fut imprimée à Oberursel près de Francfort. Comme l'indique le titre complet, le début du premier tome présente de façon didactique « les principaux traités sur l'antiquité, la véracité, la licéité, la supériorité et les opérations de l'alchimie et de la pierre philosophale. » On trouve ainsi en tête de l'ouvrage le De veritate et antiquitate artis chemicae (De la vérité et de l'antiquité de l'alchimie, 1561) de Robert Duval, suivi peu après par le De jure artis alchemiæ (De la licéité de l'art alchimique, 1576) attribué à Johannes Chrysippus Fanianus, et du Dialogus apologeticus de jure et præstantia chemicorum medicamentorum (Dialogue apologétique sur la licéité et la supériorité des médicaments chimiques, 1584) de l'Anglais Thomas Muffet (la pharmacopée chimique étant une des principales doctrines médicales de Paracelse). Et pour conclure cette entrée en matière didactique, le De alchemia difficultatibus (Des difficultés de l'alchimie, 1594) de Theobald de Hoghelande. Le reste des trois premiers tomes est constitué d'un mélange de textes antiques, médiévaux et de la Renaissance, l'ordre en étant dicté par le fait qu'il s'agit souvent de l'intégration de divers recueils alchimiques publiés auparavant. On y trouve un équilibre entre la vénérable alchimie, et les auteurs récents du « renouveau paracelsien ». Parmi ceux -ci, les traités de Gérard Dorn et ses traductions latines des traités de Bernard le Trévisan et de Denis Zachaire, et les recueils de Bernard Gilles Penot et Nicolas Barnaud : « Les ouvrages édités par ces deux personnages se ressemblent, composés à la fois de textes de leur cru et d'assez courts traités de divers alchimistes du Moyen Âge ou de la Renaissance, paracelsiens ou non et souvent anonymes : pièces arrachées au tumulte d'une époque troublée, pages recueillis au gré de vies itinérantes, dédicaces griffonnées à la croisée des chemins, ensembles composites, bribes hâtivement cousues, faites de sac et de corde patiemment rapiécés à la lueur du fourneau ».
Zetzner, comme il l'avait fait avec la philosophie et l'« Art » lullien, contribua à propager le paracelsisme en Europe, en le plaçant ainsi dans une « vaste, solide et antique tradition alchimique » : « ces deux mouvements, en dépit de leurs différences, poursuivaient un même idéal : la réalisation d'une science universelle qui devait garantir le progrès du savoir tout en servant de religion à la communauté fraternelle des hommes ».

### Seconde édition de 1613
Pour la suite de son anthologie, Lazare Zetner s'attacha les services de l'alchimiste Benedictus Figulus. Celui-ci prévoyait trois nouveaux volumes, sous un titre passablement mystique : Théâtre d'or tout nouveau et béni, rayonnant des opulentes richesses du présent siècle d'or, rempli des ouvrages jusqu'alors inconnus, des plus excellents philosophes, tant anciens que modernes, traitant de la grande merveille bénie et du miraculeux mystère de la pierre physique et tinctoriale, de sa préparation et de son acquisition. Mais, menacé d'arrestation lors des prémices de l'affaire des Rose-Croix, Figulus dut s'enfuir. Zetzner publia néanmoins en 1613, à Strasbourg, une seconde édition du Theatrum Chemicum, augmentée d'un quatrième volume. Une nouvelle préface annonçait un cinquième volume, et un Theatrum Chemicum-Medicum, qui aurait traité d'alchimie médicale (iatrochimie). Comme Johann Petreius un demi-siècle auparavant, il faisait appel aux alchimistes pour lui envoyer des textes. Ce nouveau tome, de composition plus décousue que les précédents, contient lui aussi des auteurs anciens (Artephius, pseudo-Lulle et pseudo-Arnaud de Villeneuve, etc.) et modernes (les traités de Michael Sendivogius, le commentaire du Traité d'or d'Hermès Trismégiste d'Israël Harvet, Penot à nouveau, etc.)

### Troisième édition de 1622

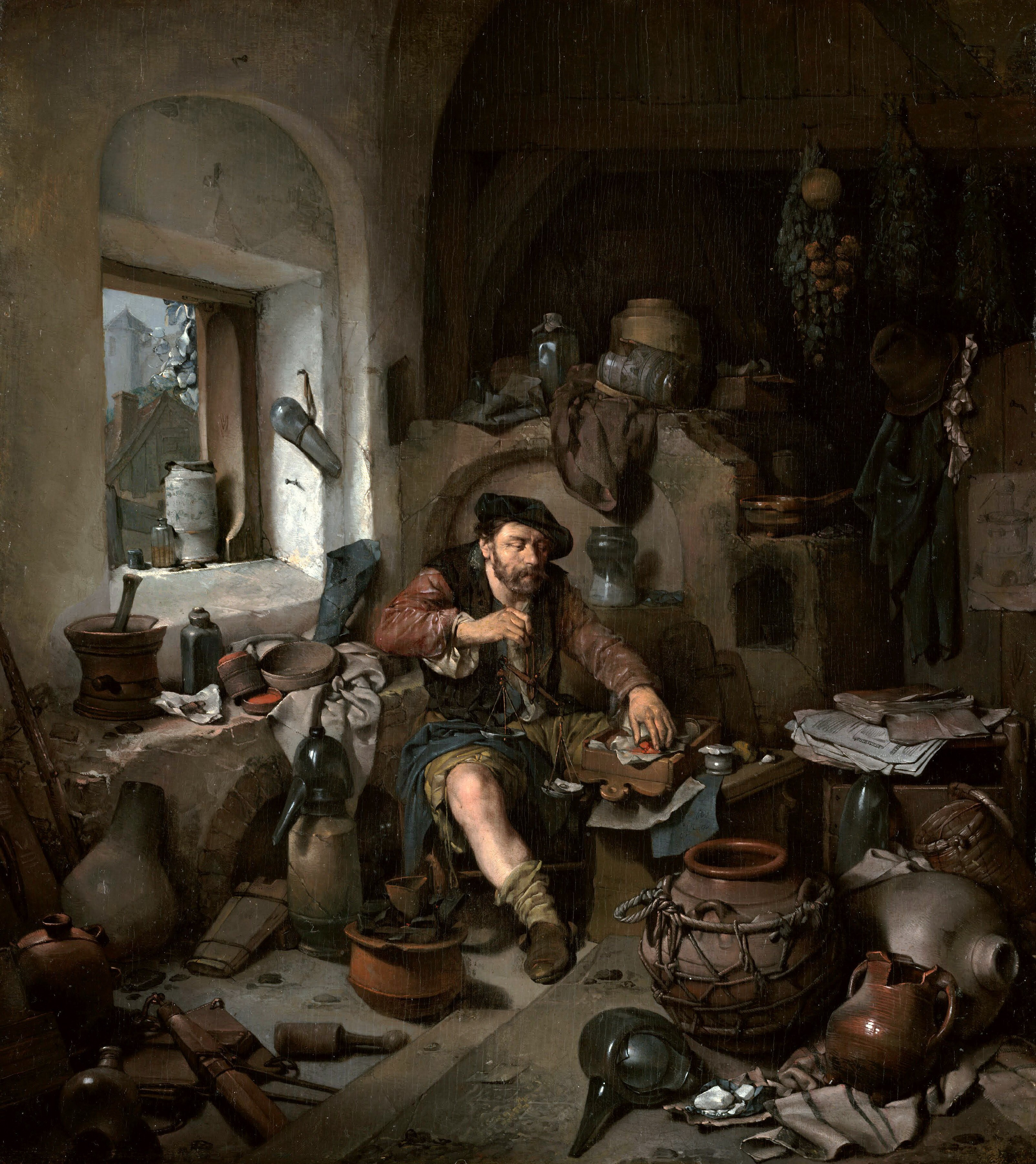
Cornelis Pietersz Bega L'alchimiste (1663)

Après la mort de Zetzner en 1616, ses héritiers publièrent une troisième édition en 1622. Ils y ajoutèrent un cinquième volume, édité par Isaac Habrecht, à qui Figulus avait laissé ses papiers à Strasbourg, et dont les avis ne furent pas toujours pris en compte par l'imprimeur. Il contient notamment des textes anciens comme la Turba philosophorum (la tourbe des philosophes, au sens d'assemblée bruyante), la Tabula Chemica (Table chimique) de Senior Zadith (c'est-à-dire l'alchimiste arabe Ibn Umail), ou la Margarita pretiosa novella (la précieuse perle nouvelle) de Petrus Bonus (vers 1330).

### Quatrième édition de 1659-1661
En 1659, l'héritier de Lazare, Ebehard Zetzner, fit imprimer une quatrième édition, augmentée en 1661 d'un sixième volume. Ce volume présente essentiellement des traductions latines, par Johann Jacob Heilmann, des traités alchimiques publiés en allemand et en français pendant la première moitié du XVIIe. Les six volumes de cette dernière édition contiennent au total plus de 200 traités. Isaac Newton (1643-1727) en acheta un exemplaire en 1669, pour 1 livre et 8 shillings.
L'autre grand compendium alchimique est la Bibliotheca chemica curiosa du médecin suisse Jean-Jacques Manget, publiée en 1702, et dont 35 des 140 traités se trouvent dans le Theatrum chemicum.

## Sommaire de l'édition finale de 1659-1661

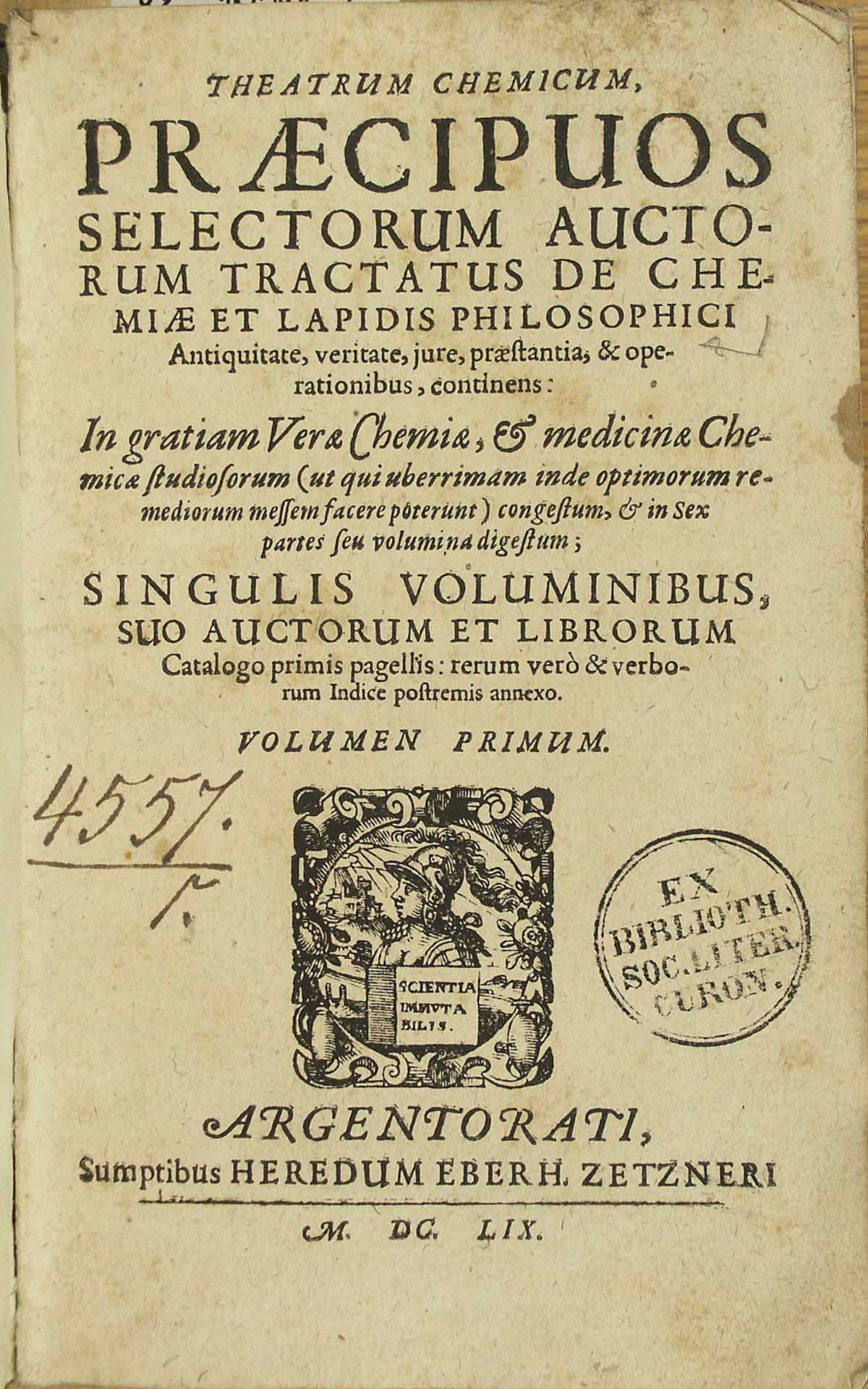
Volume I
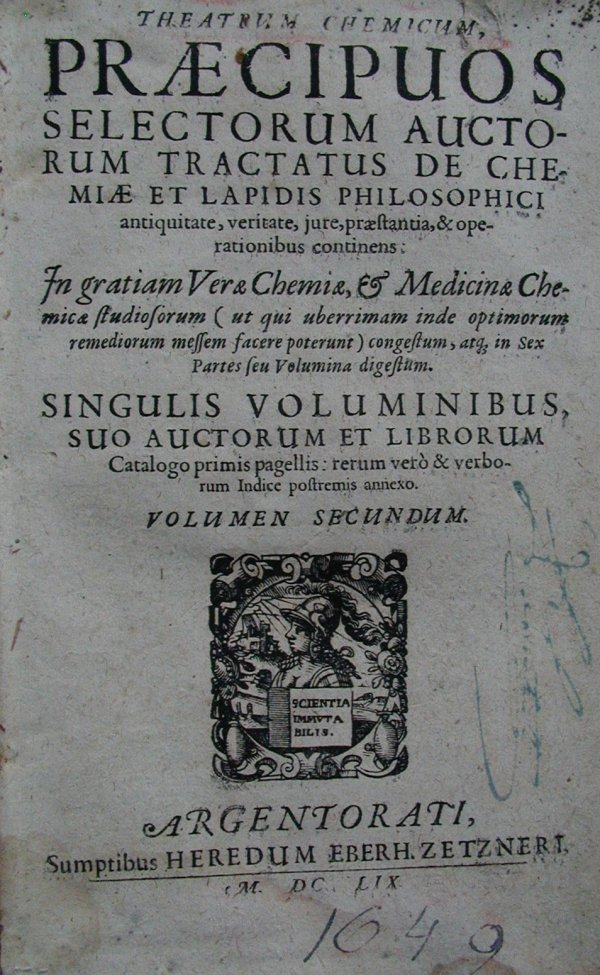
Volume II
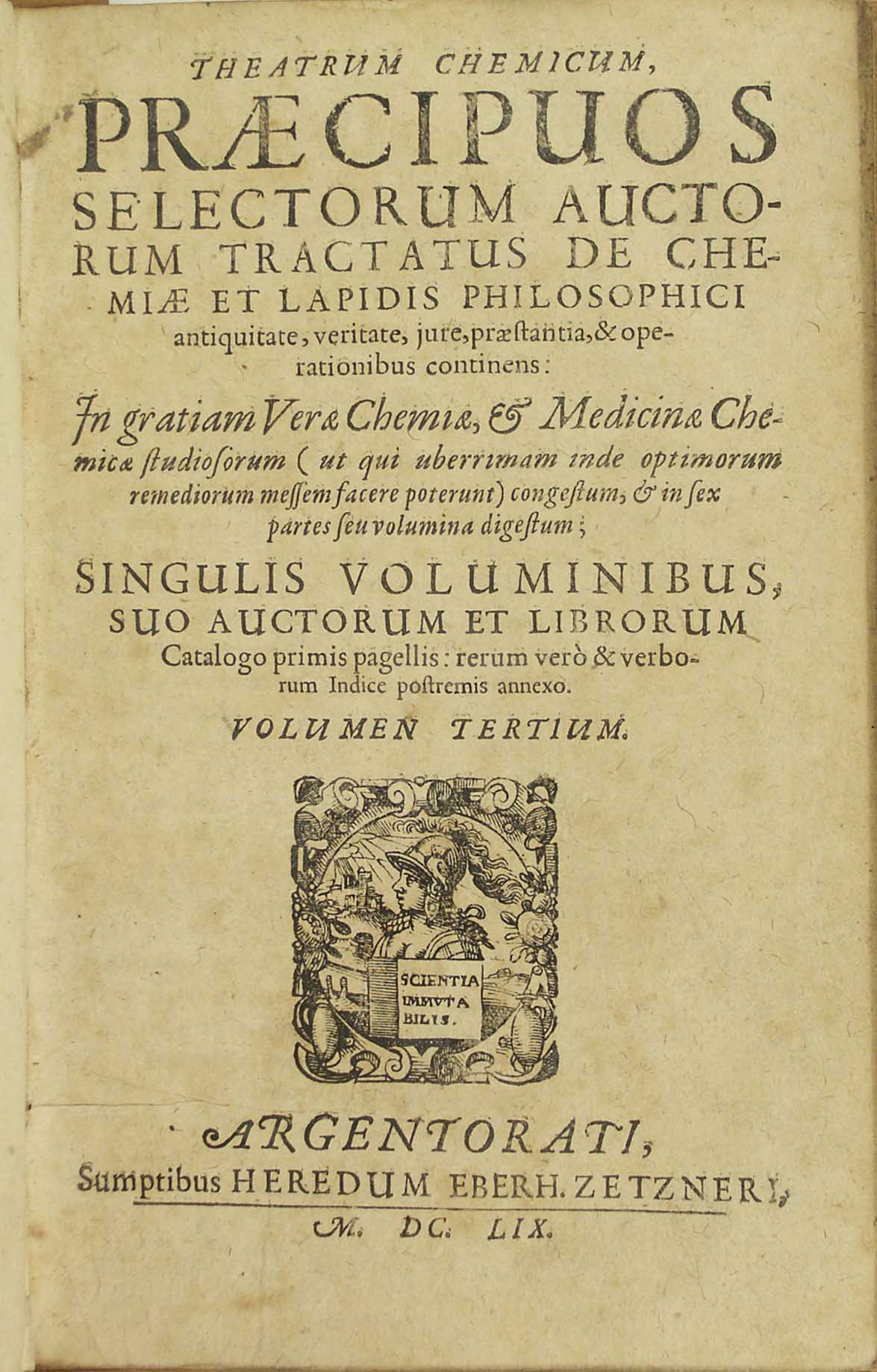
Volume II
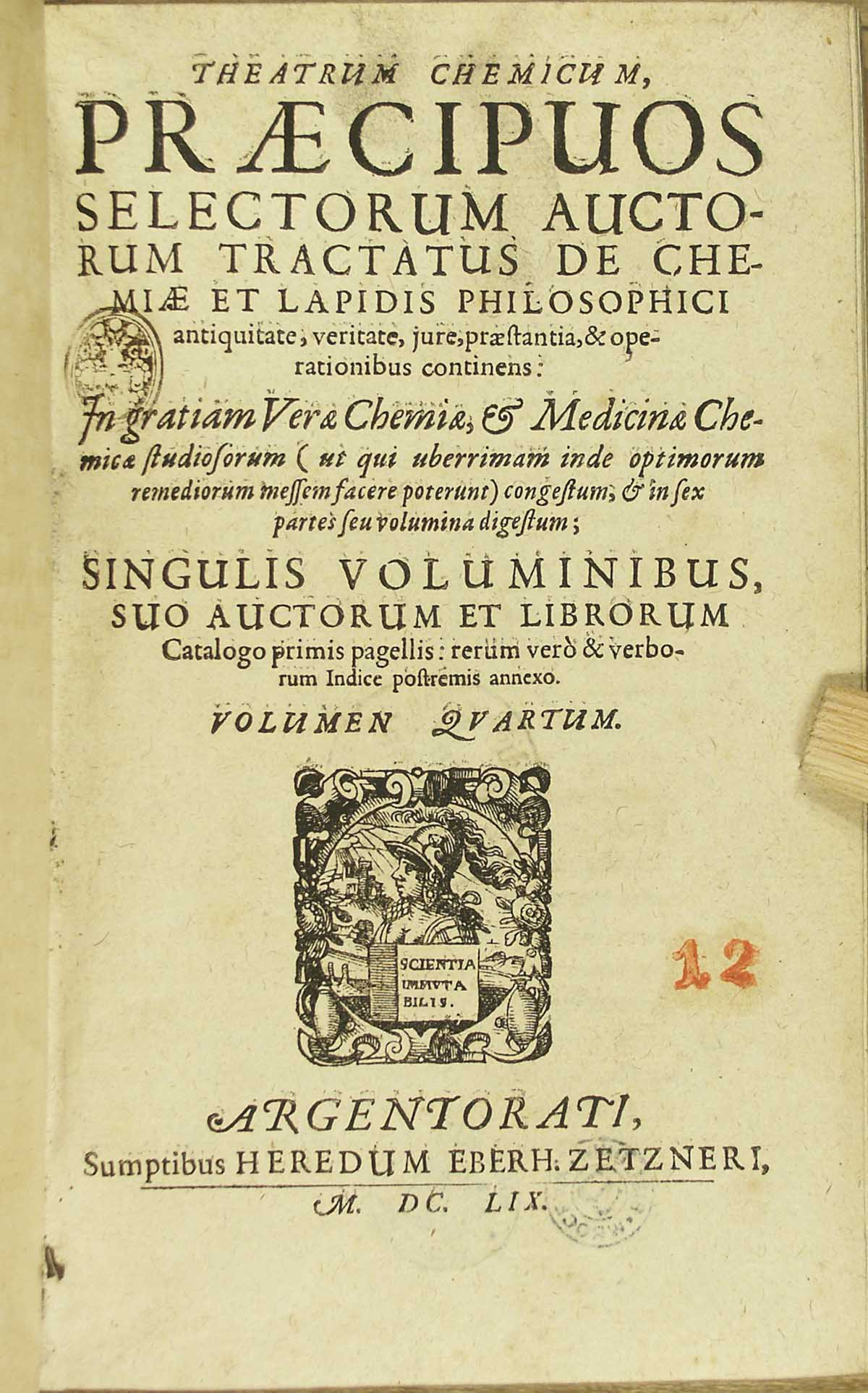
Volume IV
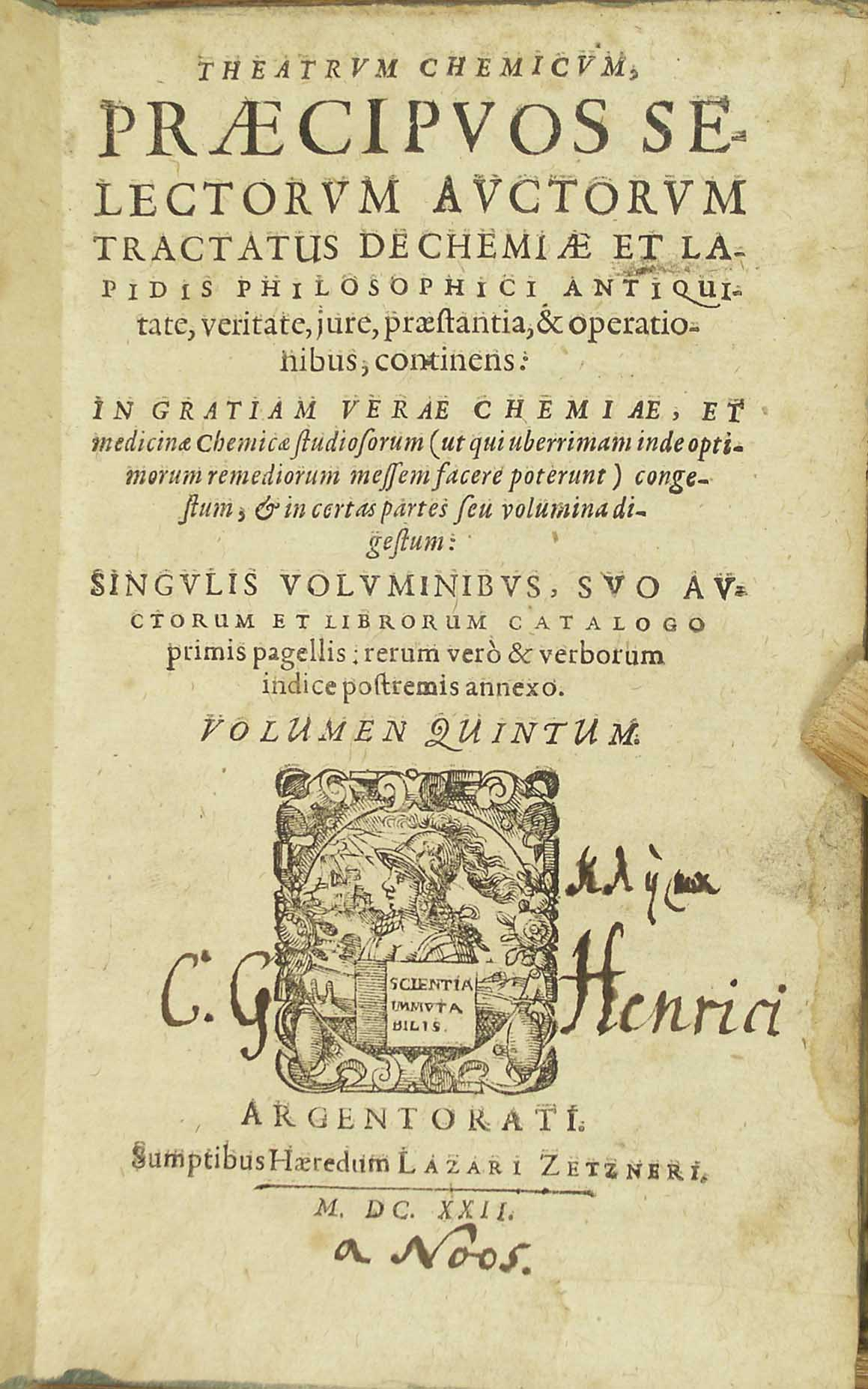
Volume V
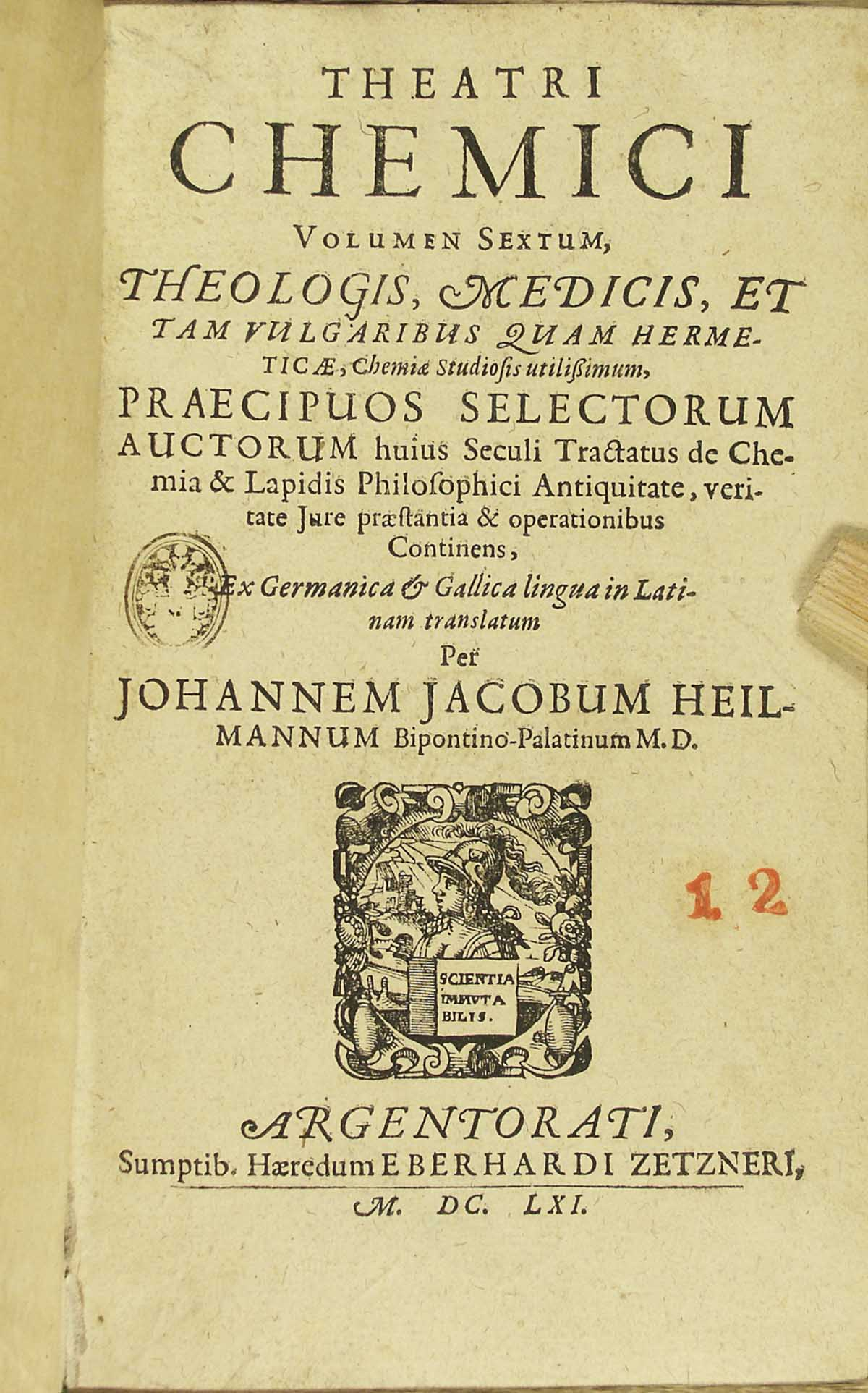
Volume VI

### Volume I
- Lazarus Zetznerus Epistola dedicatoria (Dédicace de Lazare Zetzner)
- Robertus Vallensis (Robert Duval)
  - De veritate et antiquitate artis chemicae (De la vérité et de l'antiquité de l'art chimique)
- Libellus qui Testamentum Arnaldi a Villa Nova inscribitur (Testament attribué à Arnaud de Villeneuve)
- Evidens et manifesta artis chemicae comprobatio. Ex Petri Apiani Antiquitatibus desumpta
- Johannes Chrysippus Fanianus
  - De arte metallicae metamorphoseos ad Philoponum
  - De jure artis alchemiae, hoc est, variorum authorum, et praesertim iurisconsultorum, judicia et responsa ad quaestionem quotidianam: An alchimia sit ars legitima
- Thomas Mufett
  - De jure et praestantia chemicorum medicamentorum. Dialogus apologeticus
  - Epistolae quinque medicinales
- Theobaldus de Hoghelande Mittelburgensis (Theobald van Hoghelande)
  - De alchemiae difficultatibus liber
- Gerardus Dorn, (Gérard Dorn)
  - Clavis totius philosophiae chemisticae per quam potissima philosophorum dicta reserantur
  - Speculativae philosophiae gradus septem vel decem continens, per quos ad sublimia patet aditus
  - De artificio supernaturali
  - De naturae luce physica ex Genesi desumpta, iuxta sententiam Theophrasti Paracelsi (in quo continetur), Physica Genesis; Physica Hermetis; Physica Hermetis Trismegisti, (Tabula smaragdina); Physica Trithemii; Philosophia meditativa; Philosophia chemica
  - De tenebris contra naturam et vita brevis
  - De duello animi cum corpore
  - De lapidum preciosorum structura (Gemmarum structura)
  - Congeries Paracelsicae chemiae de transmutationibus metallorum
  - De genealogia mineralium atque metallorum omnium (ex Paracelso)
- Bernardus G. Penotus (Bernard Gilles Penot)
  - Tractatus varii, de vera praeparatione et usu medicamentorum chemicorum
- Bernardus Trevisanus (Bernard le Trévisan)
  - De alchemia liber (De chymico miraculo)[n 1]
- Dionysius Zacharias (Denis Zachaire)
  - Opusculum philosophiae naturalis metallorum[n 1]
- Annotata quaedam ex Nicolao Flamello (Summarium philosophicum) (Annotations du Sommaire Philosophique attribuées à Nicolas Flamel[n 1])
- Aliae quaedam annotationes ex variis autoribus
- Collectanea quaedam ex antiquis scriptoribus
- Collectanea ex Democrito; ex multorum opinionibus autorum

### Volume II
- Bernardus G. Penotus (Bernard Gilles Penot)
  - Praefatio (préface)
- Gaston Claveus (Gaston Le Doux de Claves)
  - Apologia argyropoeiae et chrysopoeiae adversus Thomam Erastum (Apologie de l'argyropée et de la chrysopée contre Thomas Eraste)
- Tabula, diversorum Metallorum vocabula, quibus usi sunt veteres ad artem celandam, explicans
- Aegidius de Vadis (Giles Duwes[n 2])
  - Dialogus inter naturam et filium philosophiae (Dialogue entre la nature et le fils de la philosophie)
- Georgius Ripleus (George Ripley)
  - Duodecim portarum epitome, duobus modis concinnata (Le Livre des Douze Portes)
- Albertus Magnus (Albert le Grand)
  - Compendium. De ortu et metallorum materia, supra quam Spagyricus radicalia principia fundet
- Isaac Hollandus (Isaac Hollandais[n 3])
  - Fragmentum de lapide philosophorum (fragment sur la pierre philosophale)
- Bernardus G. Penotus (Bernard Gilles Penot)
  - Quaestiones et responsiones philosophicae
  - Regulae seu canones philosophici LVII
  - Mercurii, sive argenti vivi ex auro vera extractio cum sua historia
- Chrysorrhoas sive de arte chemica dialogus[n 4]
- Josephus Quercetanus (Joseph du Chesne)
  - Ad Jacobi Auberti Vendonis de ortu et causis metallorum contra chemicos explicationem brevis responsio
- Joannes Dee (John Dee)
  - Monas hieroglyphica mathematice, magice, cabalistice, anagogiceque explicata (Monade hiéroglyphique, expliquée mathématiquement, magiquement, kabbalistiquement et anagogiquement)
- Lorenzo Ventura
  - De ratione conficiendi lapidis philosophici liber
- Giovanni Francesco Pico della Mirandola (Pic de la Mirandole)
  - Opus aureum De auro tum aestimando, tum conficiendo, tum utendo, ad conjugem
- Rogerius Bachon  (Roger Bacon)
  - De alchemia libellus, cui titulum fecit, Speculum alchemiae (Le miroir d'alchimie)
- Richardus Anglicus[n 5])
  - Libellus utilissimus (peri chemeias), cui titulum fecit Correctorium
- Libellus alius (peri chemeias) utilissimus, et rerum metallicarum cognitione refertissimus, Rosarius minor inscriptus, incerti quidem, sed harum tamen rerum non imperiti auctoris
- Albertus Magnus (Albert le Grand)
  - De alchemia
- Joannes Augustinus Pantheus (Giovanni Agostino Panteo)
  - Ars et theoria transmutationis metallicae, cum Voarchadumia, proportionibus, numeris et iconibus rei accommodis illustrata
  - Voarchadumia contra alchemiam ars distincta ab Archemia et Sophia

### Volume III
- Liber de magni lapidis compositione et operatione, auctore adhuc incerto sed tamen doctissimo (De alchemia incerti auctoris)
- De magni lapidis sive benedicti compositione et operatione aliquot capita, ex manuscriptis
- Aristoteles (pseudo-Aristote)
  - De perfecto magisterio
- Arnaldus de Villanova (pseudo-Arnaud de Villeneuve)
  - Liber perfecti magisterii, qui lumen luminum nuncupatur... vocatur etiam Flos florum
  - Practica ex libro dicto Breviarius librorum alchemiae
  - De decoctione lapidis philosophorum, et de regimine ignis
- Efferarius Monachus[n 6]
  - De lapide philosophorum secundum verum modum formando
  - Thesaurus philosophiae
- Raymundus Lullus (pseudo-Raymond Lulle)
  - Praxis universalis magni operis
- Odomar
  - Practica magistri Odomari ad discipulum
- Historia antiqua de argento in aurum verso
- Tractatus de marchasita, ex qua tandem cum aliis dicendis fit elixir ad album verissimum
- De arsenico
- Praeparatio salis armoniaci secundum Rasim
- De sale alkali
- Quaestio, an lapis philosophicus (valeat contra pestem)
- Vetus epistola doctissimi de metallorum materia, et artis imitatione
- Practica Caravantis Hispani
- Johannes de Rupescissa (Jean de Roquetaillade)
  - Liber magisterii de confectione veri lapidis philosophorum
- Giovanni Aurelio Augurello
  - Chrysopoeia ad Leonem decimum pontificem maximum (carmine conscripta)
  - Geronticon
- Thomas Aquinas (pseudo-Thomas d'Aquin)
  - Secreta alchemiae magnalia
  - Tractatus de lapide philosophico, et primo de corporibus supercaelestibus
  - Tractatus datus fratri Reinaldo, in arte alchimiae
- Joannes de Rupescissa (Jean de Roquetaillade)
  - Liber lucis
- Raymundus Lullus (pseudo-Lulle)
  - Clavicula, quae et apertorium dicitur
- Joannes Isaac Hollandus, (Jean Isaac Hollandais[n 3])
  - Operum mineralium, sive de lapide philosophico
- Ewaldus Vogelius (Theobald van Hoghelande)
  - Liber de lapidis physici conditionibus; quo abditissimorum auctorum Gebri et Raymundi Lullii methodica continetur explicatio
- Tractatus septem de lapide philosophico
- Jodocus Greverus
  - Secretum nobilissimum et verissimum
- Alanus
  - Dicta de lapide philosophico e Germanico Latinae redita
- Conclusio summaria ad intelligentiam Testamenti seu Codicilli Raymundi Lullii, et aliorum librorum ejus; nec non argenti vivi, in quo pendet intentio tota intentiva, qua aliter Repertorium Raymundi appellatur
- Joannes Pontanus
  - Epistola in qua de lapide, quem philosophorum vocant, agitur
    - Carmina alchemica
- Nicolas Barnaud
  - Commentariolum in quoddam epitaphium Bononiae studiorum, ante multa secula maemoreo lapidi insculptum
  - Processus chemici
  - Addam et processum sub forma missae, a Nicolao Melchiore Cibinensi Transilvano, ad Ladislaum Ungariae et Bohemiae regem olim missum
  - Carmen elegans
  - Triga chemica
    - Lambspringk, De lapide philosophico libellus e Germanico versu Latine reditus
    - Philosophus Gallus Delphinas Anonymus, Liber secreti maximi totius mundanae gloriae
    - Extractum ex Cimbalo aureo, antiquissimo libro manuscripto, ad rem nostram faciens
    - Arcanum philosophorum
      - Brevis elucidatio illius arcani philosophorum

  - Quadriga aurifera
    - Prima rota: Tractatus de philosophia metallorum
    - Secunda rota : Ripleus, Liber duodecim portarum
    - Tertia rota : Ripleus, Liber de mercurio et lapide philosophorum
    - Quarta et ultima rota: Scriptum probi, et non male docti viri, cujus nomen excidit, elixir solis Theophrasti Paracelsi tractans
      - Tabula Coelum philosophicum

  - Auriga chemicus, sive Theosophiae palmarium
  - De occulta philosophia epistola cuiusdam patris ad filium
- Paucula dicta sapientum

### Volume IV
- Lazarus Zetzner (Lazare Zetzner)
  - Praefatio ad lectorem (nouvelle préface de 1613)
- Raymundus Lullus (pseudo-Lulle)
  - Testamentum. Theorica et Practica super lapide philosophico (Testament. Théorie et Pratique sur le pierre philosophale)
  - Compendium animae transmutationis artis metallorum Ruperto Anglorum Regi transmissum
- Artephius
  - Liber qui Clavis majoris sapientiae dicitur - De generatione animalis
- Heliophilus a Percis Philochemicus (Raphael Eglin)
  - Nova disquisitio de Helia Artista
  - Nova disquisitio super metallorum transformatione
- Hieronymus de Zanetinis[n 7]
  - Conclusio & comparatio alchimiae, qua disputationi et argumentis Angeli respondetur
- Thomas Arfoncinus (François Hotman)
  - De jure alchymiae responsum
- Anonymus (Raphael Eglin[n 8])
  - De materia et praxi lapidis philosophorum; Von der Materi und Prattick dess Steins der Weisen
    - Vorred an den Kunstliebenden Leser
    - Programma ad lectorem philochymicum
    - Gulden Gedicht
    - Carmen apollineum
    - Plutarchus, De capienda utilitate ex inimicis
- Nicolaus Niger Happelius (pseudonyme de (Raphael Eglin[n 8]))
  - Cheiragogia Heliana de auro philosophico, nec dum cognito
- Venceslaus Lavinus Moravus
  - Tractatus de coelo terrestri
- Nicolaus Niger Hapelius
  - Disquisitio Heliana
- Fabianus de Monte S. Severini
  - Ex tract. de empt. et vend.
- Nicolaus Niger Happelius (pseudonyme de (Raphael Eglin[n 8])
  - Aphorismi Basiliani sive canones hermetici de spiritu, anima et corpore medio majoris et minoris mundi
- Andreas Brentzius
  - Variae philosophorum sententiae perveniendi ad lapidem benedictum
- Series tractatuum huius philosophiae chymicae
  - Bernardus Gilles Penotus (Bernard Gilles Penot)
    - Epistola (ad Mauritium Lantgravium Hassiae)

  - Gaston Dulco (Gaston LeDoux de Claves)
    - De triplici praeparatione auri et argenti
    - De recta et vera ratione progignendi lapidis philosophici, seu salis argentifici et aurifici. Dilucida et compendiosa explicatio

  - Anonymus Canones seu regulae decem, de lapide philosophico
- Divi Leschi Genus Amo (pseudonyme et anagramme de Michael Sendivogius)
  - Duodecim tractatus de lapide philosophorum (Douze traités sur la pierre philosophale, avec une épigramme de Johann Heinrich Alsted)
  - Aenigma philosophorum
  - Parabola seu aenigma philosophorum, coronidis et superadditamenti loco adjunctum
  - Dialogus Mercurii, alchymistae, et naturae (de lapide philosophorum)
- M. Georgio Beato interprete,
  - Aureliae occultae philosophorum partes duae
- Arnoldus de Villanova (Arnaud de Villeneuve (médecin))
  - Speculum alchymiae (Miroir d'Alchymie)
  - Nova carmen
  - Quaestiones tam essentiales quam accidentales ad Bonifacium octavum
- Philosopho Anonymo, Tractatus de secretissimo antiquorum philosophorum arcano
  - XXII propositiones sive maximae in quibus veritas totius artis chemicae brevissime comprehenditur
  - Joannes de Lasnioro, Tractatus secundus aureus de lapide philosophorum
  - Joannes Trithemius, Tractatus III chemicus nobilis
- Hermes Trismegistus (Hermès Trismégiste)
  - Tractatus aureus de lapidis physici secreto (Traité d'or)
- David Lagneus (David Lagneau)
  - Harmonia seu consensus philosophorum chemicorum, magno cum studio et labore in ordinem digestus, et a nemine alio hac methodo distributus
- Aenigmaticum quoddam epitaphium, Bononiae studiorum, ante multa secula, marmoreo lapidi insculptum (Sur l'énigme Aelia Laelia Crispis)
  - Arcanum philosophorum, per virum doctissimum olim versu hexametro conscriptum
  - M. Quadratus, In harmoniam chemicam D. Lagnei, ex intimis intimi
- Albertus Magnus Albert le Grand
  - De concordantia philosophorum in lapide
  - Compositum de compositis
  - Liber octo capitulorum: De lapide philosophorum
- Avicenna (Avicenne)
  - Ad Hasen regem epistola de re recta
  - Declaratio lapidis physici filio suo Aboali
  - De congelatione et conglutinatione lapidum
- Guilhelmus Tecenensis
  - Liber lilium tanquam de spinis evulsum (La fleur du lys entre les espines)
- Joannes Dumbeler (John Dombelay[n 8])
  - Practica vera alkimica per magistrum Ortholanum Parisiis probata et experta sub anno domini 1358
- Anonymus, Lumen juvenis experti novum
- Magister Valentinus
  - Opus praeclarum ad utrumque magistri Valentini expertissimi. Quod pro testamento dedit filio suo adoptivo, qui etiam istum tractatulum propria manu scripsit Joanni Apot[ecario])
- Anonymus, Super (hoc ipsum) tractatulum: "Studio namque florenti"
- Opus ad album
- Thomas Aquinas (pseudo-Thomas d'Aquin)
  - Liber lilii benedicti 26. Mer: fugi dum bibit Lunam sedecies duplum
    - Opus excellentissimum S. Thomae de Aquino
    - Super tractatulum "Mer fugi dum bibit"
- Anonymus, Breve opus ad rubeum cum sole per aquas fortes
- Petrus de Silento
  - Opus
- Joachimus Tanckius (Joachim Tancke)
  - De lapide philosophico
    - Anonymus, Tractatus philosophicus ad rubrum et album
    - Paulus Eck de Sultzbach, Clavis philosophorum. Ludus puerorum et labor mulierum. Anno 1489

### Volume V
- Heredes L. Zetzneri (Héritiers de Lazare Zetzner)
  - Lectori candido (Introduction au lecteur candide)
- Turba philosophorum, ex antiquo manuscripto codice excerpta, qualis nulla hactenus visa est editio
- In turbam philosophorum sermo unus anonymi (Alanus[n 8])
- Allegoriae sapientum supra librum Turbae: XXIX distinctiones
- Micreris
  - Tractatus Micreris suo discipulo Mirnefindo
- Plato (pseudo-Platon)
  - Platonis quartorum, cum commento Hebuhabes Hamed, explicati ab Hestole
- Calid filus Iarichi
  - Liber secretorum alchimiae, ex Hebraica lingua in Arabicam, et ex Arabica in Latinam translatus, interprete incerto
- Calid (en fait Rhazès[n 8])
  - Liber trium verborum
- Philosophiae chimicae duo vetustissima scripta
  - Senior Zadith filius Hamuelis (Ibn Umail)
    - Tabula chimica, marginalibus adaucta (Senior de chemia)
- Willem Mennens
  - Aurei velleris sive sacrae philosophiae vatum selectae ac unicae mysteriorumque Dei, naturae, et artis admirabilium, libri tres

- Consilium conjugii, seu De massa solis et lunae libri III (Anonymi libri III. de chemia)
- Petrus Bonus
  - Margarita novella correctissima
- Michael Scotus (Michael Scot)
  - Quaestio curiosa de natura solis et lunae
- Lucas Rodargirus
  - Pisces Zodiaci inferioris vel De solutione philosophica. Cum aenigmatica totius lapidis epitome
  - Chymia compendiaria ad Johannem Riturum
- Alphonsus Rex Castellae,
  - Liber philosophiae occultioris, (praecipue metallorum) profundissimus, cui titulum fecit: Clavis sapientiae
- Aristoteles Alchymista (pseudo-Aristote)
  - Tractatus ad Alexandrum Magnum, De lapide philosophico, breviloquium
- Monachus benedictinus anonymus, Epistola ad Hermannum Archiepiscopum Coloniensem, de lapide philosophico. Opuscula Platonis et Arnoldi Villanovani recensens
- Thomas Aquinas (pseudo-Thomas d'Aquin)
  - Tractatus sextus, de esse et essentia mineralium tractans
- Cornelius Alvetanus Arnsrodius
  - De conficiendo divino elixire, sive lapide philosophico
- Animadversiones chemicae quatuor quibus ars περι χημειασ universa, tam practice quam theorice enudatur
- Roger Bacon
  - Epistolae (ad Gulielmum Parisiensem conscripta) de secretis operibus artis et naturae, et de nullitate magiae (édité par John Dee)
    - Dedicatio ad Roseae Crucis fratribus
    - Epistola ad lectorem
    - Epistolae Rogerii Baconis de secretis operibus artis et naturae
    - John Dee, Ad Baconis epistolam adnotata
- Christophorus Horn
  - De auro medico philosophorum, id est de illo occulto, salutari, solari omnium mineralium, vegetalium, et animalium corporum, spiritu. Dialogus scholasticus

### Volume VI
- Johannes Jacobus Heilman (Johann Jacob Heilmann)
  - Dedicatio (ad Friderico, comiti palatino ad Rhenum) (Dédicace à Frédéric V du Palatinat)
  - Praefatio Dedicatio (secunda ad J.F.H.S. Sendivogii filio)
  - Praefatio ad lectorem (préface au lecteur)
- Blasius Vigenerius (Blaise de Vigenère)
  - Tractatus de igne et sale (Traicté du Feu et du Sel 1618)
- Johannes Collesson (Jean Collesson)
  - Idea perfecta philosophiae hermeticae, seu Abbreviatio Theoriae & Praxeos Lapidis Philosophici observationibus aucta (L'Idée parfaicte de la philosophie hermétique, ou l'Abbrégé de la théorie et practique de la pierre des philosophes 1630)
- Anonymus Philosophus, Fidelissima et jucunda instructio patris ad filium ex manuscripto Gallico desumpta
  - Hermes in superiori sphaera est in medio fontisvena, quae est philosophorum regula prima. Summa decem capitum sequentium
  - Instructio de arbore solari
- Christophorus Parisiensis (Christophe de Paris)
  - Elucidarius artis transmutatoriae metallorum summa major
- Johannes Grasseus alias Chortalasseus (Johann Grasshoff)
  - Arca arcani artificiosissimi de summis naturae mysteriis. Constructa ex rustico majore et minore, et physica naturalis rotunda visionem cabalisticum chemicam descripta, quibus accessit appendix anonymi cuiusdam philosophi de via ad aurum potabile perveniendi (L'arche ouverte autrement dit la cassette du petit paysan 1617)
- Anonymus, Physica naturalis rotunda visionis chemicae cabalisticae (Cabala chemica)
- Admonitio. Instructio et probatio contra omnes eos, qui aurum potabile extra processum et tincturam lapidis philosophici universalis brevi temporis spatio praeparare sibi et aliis falso persuadent et sibi proponunt
  - Praefatio ad lectorem
  - Appendix de via ad aurum potabile philosophico
- Responsiones duae F. R. C. ad quosdam suos clientes (Deux réponses aux frères de la Rose-Croix)
- Andreas Orthelius
  - Commentator in Novum lumen chymicum Michaelis Sendivogii Poloni
  - Epilogus et recapitulatio in Novum lumen chymicum
  - Andreas de Blauwen
    - Epistola Andreae de Blavven scripta ad Petrum Andream Matthiolum in qua agitur de multiplici auri potabilis parandi ratione

  - Epistola anonymi de principiis artis Hermeticae
  - Expositio et practica lapidis adrop, collecta ex Plinii philosophi libro qui intitulatur: Aromaticum philosophorum thesaurus et Secretum Secretorum
  - Excerpta ex interlocutione Mariae Prophetissae sororis Moysis et Aaronis, habita cum aliquo philosopho dicto Aros de excellentissimo opere trium horarum
  - Explicatio verborum Mariae Prophetissae
  - Joannes Pontanus, Epistola in qua de lapide quem philosophorum vocant agitur
    - Commentatio in epistolam Joh. Pontani de lapide philosophorum

  - Haimon, Epistola Haimonis de quatuor lapidibus philosophicis materiam suam ex minori mundo desumentibus
- Cornelius Alvetanus
  - Epistola de conficiendo divino elixire, sive lapide philosophico * Astronomia inferior seu planetarum terrestrium motus et variatio
- Summa rhytmorum Germanicorum de opere universali ex coelo soloque prodeunte
- Summa libri qui vocatur Gloria mundi, seu tabula Paradisi
- Michael Pezelius
  - Opus singulare procedens ex sale quodam centrali aethereo, resoluto in igne minerali terreno, seu oleo vitrioli, quod cum tinctura solis extracta fermentatur, & externo igne Solympico aut igne radiorum solis invisibili coquitur & maturatur. Ex Theophrasto redivivo Michaelis Pezelii circa finem
- Sententia aut compositio litis spiritus et judicis Mercurii. Ex vetusto scripto Bellum seu Duellum equestre vocato, ad accusationem et responsionem Solis et Martis, per picturas repraesenta
- Summa rhytmorum parvorum Germanicorum, qui sunt ejusdem tenoris et sensus cum praecedentibus picturis, ad verbum expressa
- Annagramista "Harr gewiss Trost von Gott", Mysterium occultae naturae. Anonymi discipuli Johannis Grassei Chortalassei dicti nostro seculo insignis philosophi
  - Praefatio ad pium lectorem filii Sendivogii I.F.H.S. Lucernae salis et Sudi philosophici authoris, et mysterii hermetici possessoris
  - Invisibilia Dei a creatura mundi per ea quae facta sunt intellectu conspiciuntur
- Anonymus Discipulus Guidonis Magni de Monte Philosophi Graeci, Tractatulus, seu descriptio philosophici Adrop. Quaenam sit ejus species, et quomodo debeat elaborari et praeparari
  - Praefatio et instructio ad lectorem
  - De philosophico adrop
  - Calcinatio metallorum
  - De ovo philosophorum
  - Johannes Isaac Hollandus, Tractatus de urina quomodo per spiritum ejus omnes tinctura sint extrahenda
- Johannes Chartier (Jean Chartier)
  - Scientia plumbi sacri sapientum seu cognitio rararum potestatum et virtutum antimonii
    - Beys, Praefatio seu encomium in honorem authoris et plumbi sacri philosophorum
    - Consignatio articulorum seu argumentorum in hoc tractatu contentorum
    - Scientia plumbi sacri sapientum
- Joachim Polemann
  - Novum lumen medicum. De mysterio sulphuris philosophorum
- Solinus Saltzthal Regiemontanus
  - De potentissima philosophorum medicina universali, lapis philosophorum trismegistus dicta (1654)
- Hermes Trismegistos
  - Tabula smaragdina seu verba secretorum Hermetis
- Henri de Rochas,
  - Tractatus de observationibus novis et vera cognitione aquarum mineralium et de illarum qualitatibus et virtutibus antehac incognitis. Item de spiritu universali (1634)